# Leslie G. Ungerleider

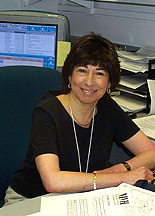
Leslie G. Ungerleider

Leslie G. Ungerleider (* 1946; † 11. Dezember 2020) war eine US-amerikanische Experimentalpsychologin und Neurowissenschaftlerin. Sie war Leiterin des „Laboratory of Brain and Cognition“ am „National Institute of Mental Health“. Ungerleider war besonders bekannt für die Entwicklung ihrer Konzepte zur visuellen Wahrnehmung, in denen sie zwei unterschiedliche Verarbeitungsbahnen im visuellen Kortex unterschied, den dorsalen und ventralen Pfad.

## Wissenschaftlicher Werdegang
Ungerleider studierte Psychologie an der Binghamton University in New York und promovierte mit Schwerpunkt Experimentelle Psychologie an der New York University. Die Promotion aus dem Jahr 1970 hatte den Titel „Homosynaptic and heterosynaptic temporal summation behaviorally measured in the self-stimulation system of the rat“. Während ihrer postdoktoralen Ausbildung bei Karl H. Pribram an der Stanford University beschäftigte sie sich mit übergeordneten Wahrnehmungsmechanismen im Kortex von Primaten. 1975 wechselte sie an das „National Institute of Mental Health“, wo sie gemeinsam mit Mortimer Mishkin im Neuropsychologischen Labor arbeitete. Ihre verhaltensneurologischen Studien inspirierten die Theorie der „Zwei kortikalen visuellen Systeme“. Dabei ist der dorsale Pfad für Objektidentifizierung und visuelles Erinnerungsvermögen verantwortlich, der ventrale Pfad für visuell-räumliche Wahrnehmung.
Von 1995 bis zu ihrem Tod 2020 leitete Ungerleider das „Laboratory of Brain and Cognition“ am „National Institute of Mental Health“.

## Mitgliedschaften in wissenschaftlichen Vereinigungen
Ungerleider war Mitglied in verschiedenen wissenschaftlichen Vereinigungen, darunter der „National Academy of Sciences“ (seit 2000), der „American Academy of Arts and Sciences“ (seit 2000) und des „Institute of Medicine of the National Academy of Sciences“ (seit 2001).

## Ehrungen und Auszeichnungen
Für ihre Forschungstätigkeit erhielt Ungerleider zahlreiche Auszeichnungen. Dazu zählen unter anderem der „Women in Neuroscience Lifetime Achievement Award“ (2001), der „William James Fellow Award“ der „Association for Psychological Science“ (2009), der Golden Brain Award (2011) sowie der „University of Louisville Grawemeyer Award for Psychology“, den sie 2012 gemeinsam mit Mortimer Mishkin erhielt. 2005 wurde sie mit dem George A. Miller Prize in Cognitive Neuroscience ausgezeichnet. 2020 erhielt sie den Glass Brain Award.

## Publikationen
- Publikationsliste von Leslie G. Ungerleider auf PubMed

### Auswahl
- Mortimer Mishkin, Leslie G. Ungerleider, Kathleen A. Macko: Object vision and spatial vision: two cortical pathways. In: Trends in Neurosciences. Volume 6, 1983, S. 414–417, doi:10.1016/0166-2236(83)90190-X.
- L. G. Ungerleider, J. V. Haxby: ‘What’ and ‘where’ in the human brain. In: Curr Opin Neurobiol. Band 4, Nr. 2, Apr 1994, S. 157–165. doi:10.1016/0959-4388(94)90066-3.
- Sabine Kastner, Leslie G. Ungerleider: Mechanisms of visual attention in the human cortex. In: Annual Review of Neuroscience. Band 23, 2000, S. 315–341, doi:10.1146/annurev.neuro.23.1.315, PMID 10845067 (englisch).
- D. Pitcher, L. G. Ungerleider: Evidence for a third visual pathway specialized for social perception. In: Trends in Cognitive Sciences. 25 2021, S. 100–110. doi:10.1016/j.tics.2020.11.006.